# Juha Sipilä
Juha Petri Sipilä (Veteli, 1961. április 25. –) finn politikus, a Centrumpárt vezetője, miniszterelnök.

## Élete
Sipilä 1980-ban érettségizett a puolankai gimnáziumban, majd 1986-ban mérnöki oklevelet szerzett az Oului Egyetemen.
Sipilä „keresztény világnézetű” embernek mondja magát. A Rauhan Sana nevű laestadianista evangélikus közösség tagja.
A katonaságnál századosi rendfokozatot ért el.

## Politikai pályafutása
2011. április 20. óta parlamenti képviselő az oului választókörzetből. 2012-ben megválasztották a Centrumpárt vezetőjének. Juha Sipilä vezetése alatt a párt liberalizált bevándorlási politikát ígért, amely megnyitná a finn munkaerőpiacot az EU-n kívüli országok speciális szaktudással bíró munkavállalói előtt, még akkor is, ha nem beszélnek finnül.

## Családja
1981 óta házas, felesége Minna-Maaria Sipilä. Öt gyermekük van, Mikko (1983), Timo (1984), Juho (1987), Hanna-Maaria (1989) és Tuomo (1993 – 2015). A házaspárnak négy unokája is van.